# Kjerstin Boge Solås
Kjerstin Boge Solås (ur. 31 grudnia 1997 w Dale) – norweska piłkarka ręczna, reprezentantka kraju, grająca na pozycji środkowej rozgrywającej. Obecnie występuje w norweskiej drużynie Tertnes Idrettslag.
W drużynie narodowej zadebiutowała 6 października 2016 roku w towarzyskim meczu przeciwko reprezentacji Francji.

## Sukcesy reprezentacyjne
- Mistrzostwa Europy:
  -  2016